# Valentin Jar
Valentin Jar (n. 1954, București, România) este un cântăreț liric de operă (tenor) olandez.

## Biografie
Este fiul scriiorului Alexandru Jar și a celei de-a doua soții a acestuia, prima balerină de la Opera Națională București, Sanda Orleanu Jar.
Tenorul și-a început studiile vocale în București, dar a emigrat în 1975 și s-a stabilit în Olanda, unde a continuat studiile muzicale la Conservatorul Regal din Haga.
Înainte de a începe o carieră internațională, a cântat la operele din Gelsenkirchen și Frankfurt.
Valentin Jar a cântat pe multe scene de prestigiu, din Amsterdam, De Nederlandse Opera, Köln, Strasbourg, Paris-Bastille, Liège, Avignon, Lausanne, Genève, Toulouse, Caen, Rouen, De Vlaamse Opera, Ludwigshafen, Lisabona, festivalurile de operă din Wexford și Orange, cu roluri ca Triquet în Evgheni Oneghin de Piotr Ilici Ceaikovski, Monostatos în Flautul fermecat de Wolfgang Amadeus Mozart, Mime în Siegfried, Beppe in Paiațe de Ruggiero Leoncavallo, Timonierul în Olandezul zburător de Richard Wagner, Pedrillo în Răpirea din serai de Mozart, Don Basilio, în Nunta lui Figaro de Mozart, Valzacchi și hangiul în Cavalerul rozelor de Richard Strauss, Maestrul de dans în Ariadna în Naxos de Richard Strauss, Fatty în  Aufstieg und Fall der Stadt Mahagonny de Kurt Weill, etc.
Alte roluri au fost Ypsheim în Sânge vienez de Johann Strauss (fiul) la Cracovia, în Polonia, Profesorul în Lady Macbeth din Mțensk de Dmitri Șostakovici (De Nederlandse Opera, Amsterdam), Monostatos în "Flautul femecat" (International Opera Productions, Noord Nederlands Orkest, Idee Fixe, Belgium), Baronul Mirko Zeta în Văduva veselă de Franz Lehár (turneu în Olanda), Primul cetățean și Primul senator în Die Gezeichneten de Schreker (De Nederlandse Opera, Amsterdam), St.Brioche în Văduva veselă (Opera Zuid, Maastricht) .
În 2009, la Opera Bastille din Paris tenorul Valentin Jar, a cântat în spectacolul "Lady Macbeth din Mțensk" de D. Șostakovici.